# Омар
Омар (Homarus) — один з родів родини лобстерових (Nephropidae).
У складі роду — низка відомих комерційно важливих видів: Homarus americanus (омар американський) і Homarus gammarus (омар європейський). Раніше до цього роду відносили й вид Homarus capensis, який 1995 року виокремили в рід Homarinus.